# Partialmarktmodell
Das Partialmarktmodell (auch: Partialanalyse) ist eines der grundlegendsten Modelle in den Wirtschaftswissenschaften und beschreibt einen Markt für ein einzelnes Gut.  

## Allgemeines
Ein Partialmarkt ist ein Markt für ein einzelnes Gut, das hinreichend homogen ist, damit es einen einzigen Preis gibt. Des Weiteren wird davon ausgegangen, dass es keine räumlichen oder zeitlichen Differenzen in den Transaktionen zwischen Anbietern und Nachfragern gibt. Des Weiteren liegt vollkommene Markttransparenz vor. Dies bedeutet, dass der Marktpreis allen Wirtschaftsakteuren bekannt ist.
Entgegen der bei Totalanalysen notwendigen Betrachtung der Wechselwirkungen sämtlicher Märkte und Produkte, wird bei der Partialanalyse nur ein Markt betrachtet. Auswirkungen einer Entscheidung auf andere Parameter werden vernachlässigt. Diese starke Vereinfachung der Wirklichkeit dient dazu, dass Entscheidungen auf einem Markt isoliert betrachtet werden können. In der Realität sinnvolle Ergebnisse können generiert werden, wenn die Elastizitäten anderer Märkte auf Veränderungen des betrachteten Marktes gering sind.

## Beschreibung des Partialmarktes

### Angebot und Nachfrage
Im Partialmarktmodell wird vereinfachend davon ausgegangen, dass sich der Markt eindeutig durch eine Nachfrage- und eine Angebotsfunktion darstellen lässt. Die Nachfragefunktion drückt aus, wie viele Einheiten zu einem festen Preis von den Konsumenten nachgefragt werden, die Angebotsfunktion, wie viele Einheiten zu einem festen Preis von den Produzenten angeboten werden.
{\displaystyle D\colon \,P\to \mathbb {R} _{+},\;p\mapsto D(p)\quad \quad } (Nachfragefunktion)
{\displaystyle S\colon \,P\to \mathbb {R} _{+},\;p\mapsto S(p)\quad \quad } (Angebotsfunktion)

### Überschussnachfragefunktion
Die Differenz von Nachfrage und Angebot wird als Überschussnachfrage bezeichnet.
{\displaystyle E\colon \,P\to \mathbb {R} _{+},\;p\mapsto D(p)-S(p)\quad \quad } (Angebotsfunktion)

### Bedeutung des Partialmarktmodells
Beim Partialmarktmodell handelt es sich um eine hypothetische Ceteris-paribus-Betrachtung. Die Frage ist also – vorausgesetzt, der Rest der Ökonomie verändert sich nicht – wie der Preis mit der Nachfrage und dem Angebot zusammenhängt. Dabei werden grundsätzlich keine besonders starken Annahmen getätigt. Die einzigen Annahmen sind, dass Angebot und Nachfrage Funktionen sind. Dies bedeutet, dass für einen Preis eine eindeutig bestimmte nachgefragte und eine eindeutig bestimmte angebotene Menge des Gutes vorhanden ist.

## Marktgleichgewicht

### Der Gleichgewichtspreis
Ein Gleichgewichtspreis ist ein Preis, bei dem Angebot gleich Nachfrage ist.
{\displaystyle p^{*}:E(p^{*})=0}

### Existenz
Für die Existenz eines Marktgleichgewichts ist nach dem Zwischenwertsatz Folgendes hinreichend, wenn die Überschussnachfrage stetig ist
{\displaystyle \exists p_{1},p_{2}\in P:E(p_{1})<0,E(p_{2})>0}

### Eindeutigkeit
Für die Eindeutigkeit eines Marktgleichgewichts ist strikte Pseudo-Monotonie hinreichend:
{\displaystyle \exists p_{1}\neq p_{2}:(p_{1}-p_{2})E(p_{2})\leq 0\Rightarrow (p_{1}-p_{2})E(p_{1})<0}

## Stabilität von Marktgleichgewichten
Ein Problem des Marktgleichgewichts als theoretisches Konzept ist, dass es nicht darstellt, was passiert, wenn im Partialmarkt der Preis nicht der Gleichgewichtspreis ist. Dafür muss zum Modell noch ein dynamischer Prozess für die Preisänderung hinzugefügt werden.

### Dynamisches System
Eine Bewegung {\displaystyle \varphi :T\times P\to P}, wobei {\displaystyle P\subseteq \mathbb {R} _{+}} die Menge aller möglichen Preise und {\displaystyle T\subseteq \mathbb {R} } die Menge aller Zeitpunkte ist, heißt dynamisches System, wenn
{\displaystyle (i)\quad \varphi (0,p_{0})=p_{0}}
{\displaystyle (ii)\quad \varphi (t_{1},\varphi (t_{2},p_{0}))=\varphi (t_{1}+t_{2},p_{0})}
Ein häufig verwendetes Dynamisches System ist der Têtonnement-Prozess, bei dem 
{\displaystyle {\frac {dp(t)}{dt}}=E(p(t))\quad \quad ,p(0)=p_{0}}
Die Interpretation dahinter ist, dass der Preis tendenziell bei positiver Überschussnachfrage steigt und bei einem Überangebot sinkt.

### Stabilität
Ein Dynamisches System konvergiert lokal asymptotisch stabil gegen {\displaystyle p^{*}}, wenn
{\displaystyle \exists \delta >0\;\forall p_{0}\in P|p_{0}-p^{*}|<\delta \Rightarrow \lim _{t\to \infty }|p_{t}-p^{*}|=0}
Ein Dynamisches System konvergiert global asymptotisch stabil gegen {\displaystyle p^{*}}, wenn
{\displaystyle \forall \delta >0\;\forall p_{0}\in P|p_{0}-p^{*}|<\delta \Rightarrow \lim _{t\to \infty }|p_{t}-p^{*}|=0}

## Rationalisierbarkeit
Nachfrage und Angebot in einem Partialmarkt heißt rationalisierbar, wenn man der Nachfragefunktion eine zugehörige Nutzenfunktion und einer Angebotsfunktion eine zugehörige Kostenfunktion zuordnen kann.

### Nachfrage
Wenn eine invertierbare und integrierbare Nachfragefunktion {\displaystyle D\colon \,P\to \mathbb {R} ,\;p\mapsto x} gegeben ist, wobei p ein Preis und x eine nachgefragte Menge auf einem Partialmarkt ist, dann gilt für die Nutzenfunktion des repräsentativen Agenten
{\displaystyle D^{-1}(x)=u'(x)}
wenn eine quasilineare Nutzenfunktion {\displaystyle U(x)=u(x)-px} unterstellt wird. Für die Nutzenfunktion des repräsentativen Agenten ergibt sich, da {\displaystyle p=D^{-1}(x)}, daher
{\displaystyle U(x)=\int _{0}^{x}D^{-1}(x')dx'-D^{-1}(x)x}
Die zugehörige Präferenzenrelation ergibt sich dann mit 
{\displaystyle U(x_{1})>U(x_{2})\Leftrightarrow x_{1}\succ x_{2}}
{\displaystyle \int _{0}^{x_{1}}D^{-1}(x)dx-D^{-1}(x_{1})x_{1}>\int _{0}^{x_{2}}D^{-1}(x)dx-D^{-1}(x_{2})x_{2}\Leftrightarrow x_{1}\succ x_{2}}

### Angebot
Wenn eine invertierbare und integrierbare Angebotsfunktion {\displaystyle S\colon \,P\to \mathbb {R} ,\;p\mapsto x} gegeben ist, wobei {\displaystyle p} ein Preis und {\displaystyle x} eine angebotene Menge auf einem Partialmarkt ist, dann gilt für die Kostenfunktion einer repräsentativen Firma
{\displaystyle S^{-1}(x)=c'(x)}
wenn eine Gewinnfunktion {\displaystyle \pi (x)=px-c(x)} unterstellt wird. Da {\displaystyle p=S^{-1}(x)} gilt
{\displaystyle \pi (x)=S^{-1}(x)x-\int _{0}^{x}S^{-1}(x')dx'}

## Andere Gleichgewichtsmodelle
- Verallgemeinertes Partialmarktmodell
- Allgemeines Gleichgewichtsmodell
- Edgeworth-Box Modell
- Robinson-Crusoe-Wirtschaft
- Walrasianisches Gleichgewichtsmodell
- Arrow-Debreu-Gleichgewichtsmodell